# Val-de-Livenne
Val-de-Livenne is een gemeente in het Franse departement Gironde (regio Nouvelle-Aquitaine). De plaats maakt deel uit van het arrondissement Blaye. Val-de-Livenne is op 1 januari 2019 ontstaan door de fusie van de gemeenten Marcillac en Saint-Caprais-de-Blaye. De gemeente telde 1.800 inwoners op 1 januari 2022.

## Geografie
De oppervlakte van Val-de-Livenne bedroeg op 1 januari 2022 37,40 vierkante kilometer; de bevolkingsdichtheid was toen 48,1 inwoners per km².

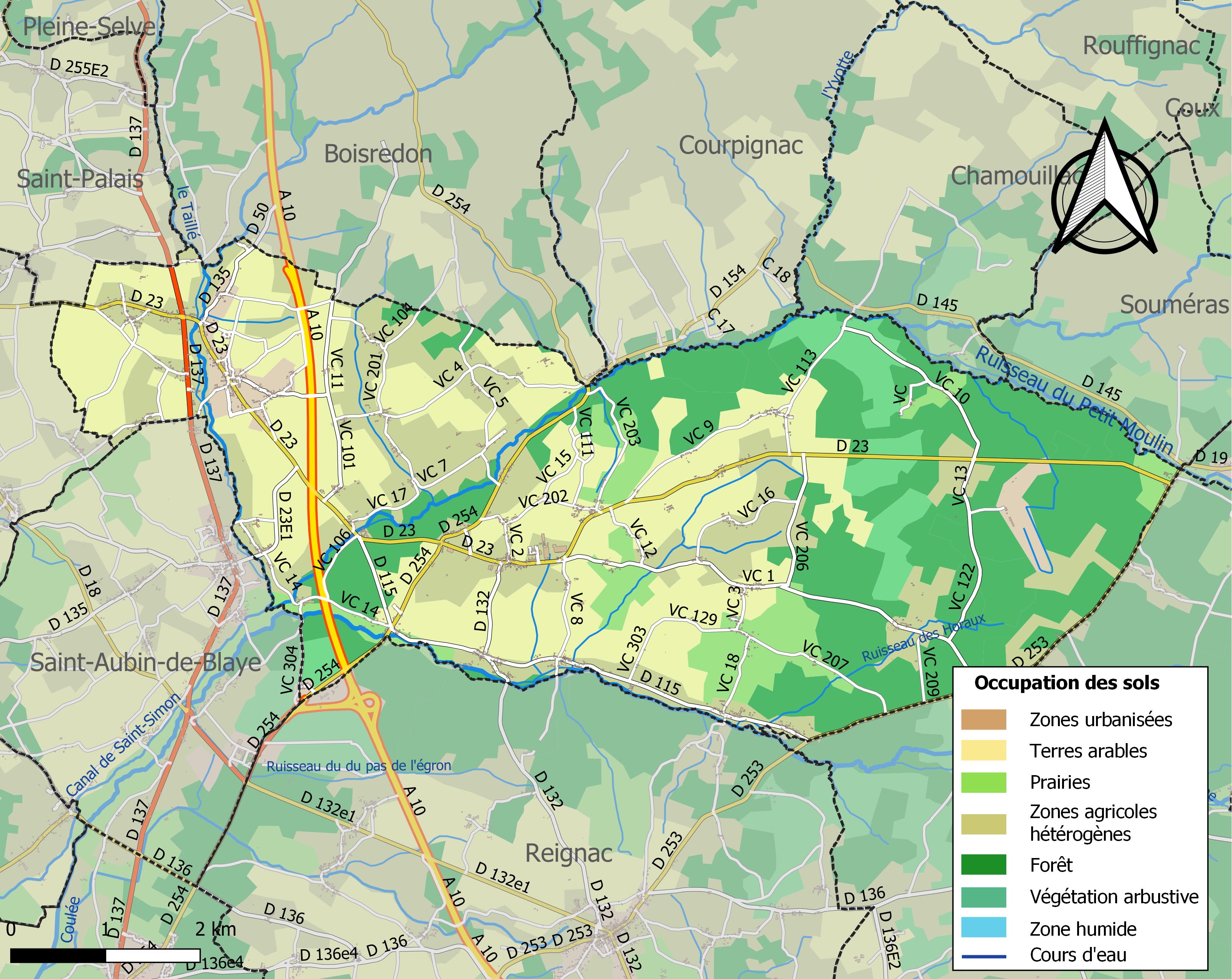
Kaart van de gemeente met belangrijkste infrastructuur, bodemgebruik en omliggende gemeenten

## Demografie
Onderstaande figuur toont het verloop van het inwonertal (bron: INSEE-tellingen).